# Deltote griseomixta
Deltote griseomixta is een vlinder van de familie van de uilen (Noctuidae). De wetenschappelijke naam van deze soort is voor het eerst voorgesteld als Erastria griseomixta door George Francis Hampson in een publicatie uit 1900.
De soort komt voor op Christmaseiland.